# Сміт (округ, Теннессі)
Шаблон:StateAbbr_ 36°15′ пн. ш. 85°58′ зх. д. / 36.25° пн. ш. 85.96° зх. д.
Округ  Сміт (англ. Smith County) — округ (графство) у штаті  Теннессі, США. Ідентифікатор округу 47159.

## Історія
Округ утворений 1799 року.

## Демографія
За даними перепису 2000 року загальне населення округу становило 17712 осіб, зокрема міського населення було 3639, а сільського — 14073. Серед мешканців округу чоловіків було 8720, а жінок — 8992. В окрузі було 6878 домогосподарств, 5070 родин, які мешкали в 7665 будинках. Середній розмір родини становив 3.
Віковий розподіл населення поданий у таблиці:
| Стать    | До 15 років | 15-21 | 22-29 | 30-39 | 40-49 | 50-65 | 65-85 | Понад 85 |
| -------- | ----------- | ----- | ----- | ----- | ----- | ----- | ----- | -------- |
| Чоловіки | 1955        | 869   | 849   | 1350  | 1322  | 1417  | 862   | 96       |
| Жінки    | 1750        | 793   | 851   | 1404  | 1339  | 1442  | 1197  | 216      |

## Суміжні округи
- Мейкон — північ
- Джексон — північний схід
- Патнем — схід
- Декальб — південний схід
- Вілсон — захід
- Трусдейл — північний захід

## Виноски
1. ↑  U.S. Decennial Census. United States Census Bureau. Архів оригіналу за 2 серпня 2018. Процитовано 14 квітня 2015.
2. ↑  Historical Census Browser. University of Virginia Library. Архів оригіналу за 11 серпня 2012. Процитовано 14 квітня 2015.
3. ↑  Forstall, Richard L., ред. (27 березня 1995). Population of Counties by Decennial Census: 1900 to 1990. United States Census Bureau. Архів оригіналу за 21 лютого 2015. Процитовано 14 квітня 2015.
4. ↑  Census 2000 PHC-T-4. Ranking Tables for Counties: 1990 and 2000 (PDF). United States Census Bureau. 2 квітня 2001. Архів оригіналу (PDF) за 18 грудня 2014. Процитовано 14 квітня 2015.
5. ↑  State & County QuickFacts. United States Census Bureau. Архів оригіналу за 18 липня 2011. Процитовано 7 грудня 2013. [Архівовано 2011-07-05 у Wayback Machine.](англ.) Наведено за англійською вікіпедією.
6. ↑  American FactFinder. Бюро перепису населення США. Архів оригіналу за 26 лютого 2012. Процитовано 31 січня 2008. [Архівовано 2008-05-21 у Wayback Machine.]

| США | Це незавершена стаття з географії США. Ви можете допомогти проєкту, виправивши або дописавши її. |